# Love Never Dies (1921)
Love Never Dies is een Amerikaanse dramafilm uit 1921 onder regie van King Vidor. Destijds werd de film uitgebracht onder de titel Liefde sterft nooit.

## Verhaal
Wanneer de vader van Tilly ontdekt dat de moeder van zijn schoonzoon John een twijfelachtig verleden heeft, slaagt hij erin zijn dochter weg te halen bij haar man. Omdat John denkt dat Tilly niet meer geïnteresseerd is in hem, verlaat hij de stad. Tilly's vader vertelt haar dat John is gestorven in een ongeluk en hij wil dat ze trouwt met een andere man.

## Rolverdeling
| Acteur             | Personage         |
| ------------------ | ----------------- |
| Lloyd Hughes       | John Trott        |
| Madge Bellamy      | Tilly Whaley      |
| Joseph Bennett     | Joel Eperson      |
| Lillian Leighton   | Mevrouw Cavanaugh |
| Fred Gamble        | Sam Cavanaugh     |
| Julia Brown        | Dora Boyles       |
| Frank Brownlee     | Ezekiel Whaley    |
| Winifred Greenwood | Jane Holder       |
| Claire McDowell    | Liz Trott         |